# Ekspansja dna oceanicznego

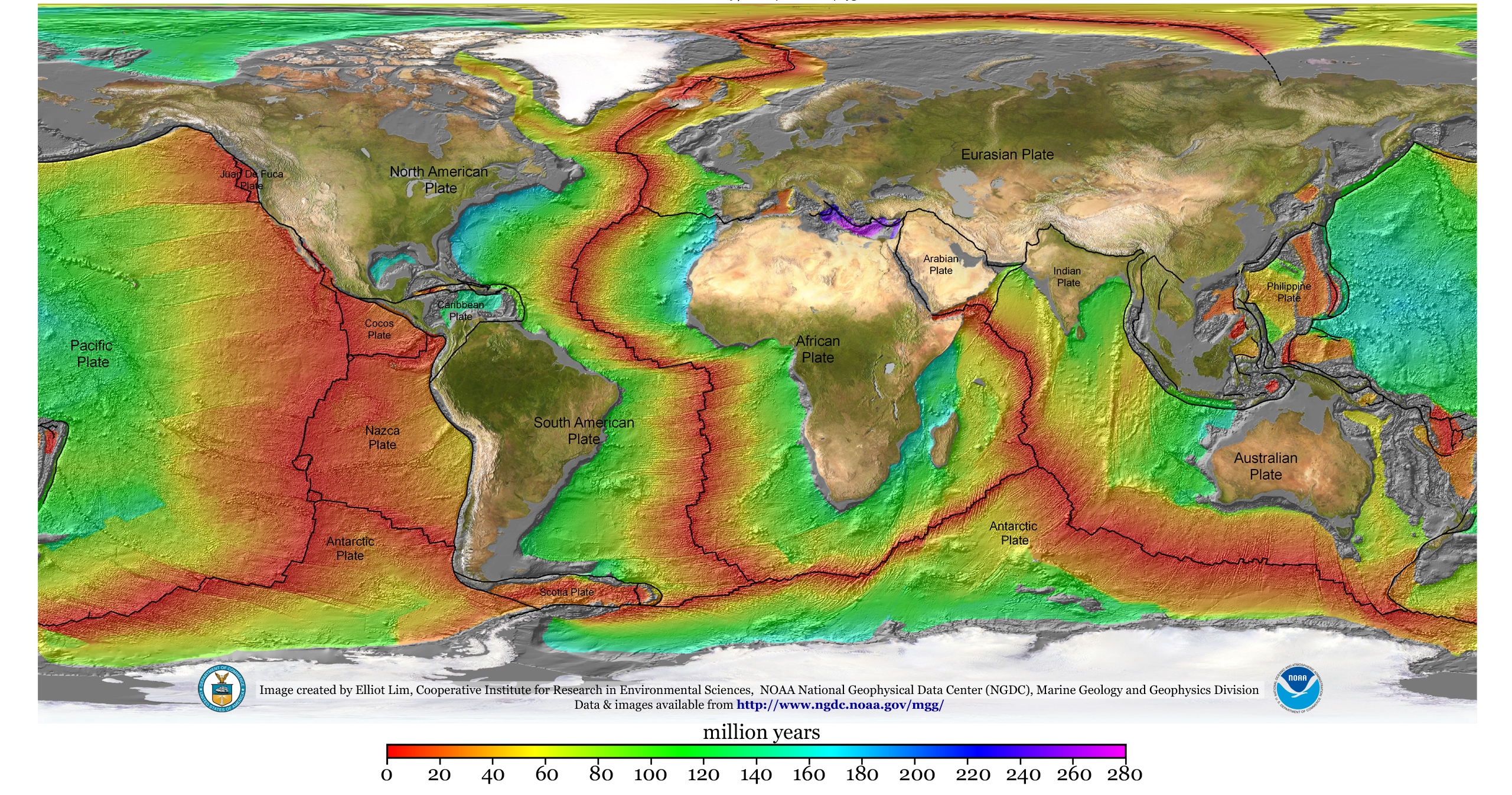
Wiek skorupy oceanicznej: na czerwono obszary najmłodsze, czyli miejsca spreadingu

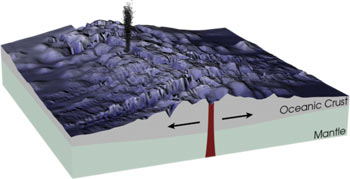
Rozrastanie się dna oceanicznego

Ekspansja dna oceanicznego (spreading) w geologii – proces rozrastania się dna oceanicznego w rejonie grzbietu śródoceanicznego.

## Rozrost dna oceanicznego
W miejscu gdzie przebiega grzbiet oceaniczny, występuje strefa spreadingu, czyli rozrastania się skorupy oceanicznej. Grzbiety oceaniczne tworzą sieć wokół całej Ziemi. Można zaobserwować w tej strefie bardzo silny wulkanizm oraz częste trzęsienia ziemi. Wiek skorupy oceanicznej rośnie symetrycznie od grzbietu w stronę otaczających kontynentów, co potwierdzają liniowe anomalie magnetyczne. Podobnie rośnie wiek oraz miąższość osadów.
Spreading został odkryty przez Samuela Warrena Careya w 1958 r.

## Kompensacja rozrostu dna oceanicznego
Na podstawie teorii tektoniki płyt uznaje się, że sumaryczna powierzchnia dna oceanu w przybliżeniu nie zmienia się, ponieważ nie zmienia się powierzchnia Ziemi. Starsza skorupa oceaniczna, znajdująca się w większej odległości od grzbietu śródoceanicznego, musi być więc pochłaniana w procesie subdukcji. Najstarsze fragmenty skorupy zachowane na dnie dzisiejszych oceanów mają wiek ok. 200 mln lat i pochodzą z wczesnej jury. Jeszcze starsza skorupa oceaniczna (o wieku do 280 milionów lat) jest zachowana na dnie Morza Śródziemnego, będącego pozostałością Oceanu Tetydy. Fragmenty skorupy oceanicznej starszej niż jurajska występują także na kontynentach, w formie ofiolitów.

### Mechanizm
Przyczyna spreadingu nie jest jednoznacznie wskazana. Najbardziej prawdopodobnymi mechanizmami napędzającymi ten proces są: ciągnienie płyty przez płat opadający w strefie subdukcji, oraz istnienie wznoszącego prądu konwekcyjnego w płaszczu ziemskim pod strefami spreadingu. Płyty tektoniczne są ciągnięte przez gęsty, wychłodzony płat zapadający się w głąb Ziemi w strefie subdukcji, co powoduje powstanie naprężeń i wymusza ruch materii w płaszczu. Wznoszący się w innym miejscu strumień konwekcyjny wypycha gorętsze, lżejsze skały i magmę bliżej powierzchni, co skutkuje osłabieniem skorupy i powstaniem miejsca, w którym rozsuwają się płyty oceaniczne.
Ruch materii w pobliżu strefy subdukcji, wymuszony przez zanurzającą się w płaszczu płytę, może tworzyć niewielką komórkę konwekcyjną po stronie płyty, pod którą następuje subdukcja i powodować tzw. spreading załukowy ponad obszarem, w którym materia wznosi się ku powierzchni.

## Spreading poza Ziemią
Utwory powierzchniowe związane z procesami spreadingu zaobserwowano też na powierzchni lodowej skorupy Enceladusa, księżyca Saturna. Tzw. „tygrysie pasy” w okolicy bieguna południowego są utworami podobnymi do grzbietów oceanicznych, choć zjawiska w nich zachodzące mają charakter nie wulkaniczny, ale kriowulkaniczny.